# River of Ponds
River of Ponds es un pueblo canadiense situado en la provincia de Terranova y Labrador.

## Superficie
River of Ponds tiene una superficie de 4,46 km².

## Demografía
En 2021, tenía 173 habitantes, una densidad poblacional de 38,8 hab./km², y 128 viviendas.